# Homalostethus mimikensis
Homalostethus mimikensis är en insektsart som först beskrevs av William Lucas Distant 1912.  Homalostethus mimikensis ingår i släktet Homalostethus och familjen spottstritar. Inga underarter finns listade i Catalogue of Life.